# Félix J. Palma
Félix Jesús Palma Macías, conocido como Félix J. Palma (Sanlúcar de Barrameda, Cádiz, 1968), es un escritor español.

## Biografía
Su dedicación al género del cuento le ha reportado galardones como el Tiflos, Gabriel Aresti, Pablo Rido, Alberto Lista o Miguel de Unamuno.
Palma colabora en prensa como columnista y crítico literario, imparte talleres literarios y ejerce de asesor editorial.

## Obra literaria

### Libros de relatos
- El vigilante de la salamandra (1998, Pre-Textos).
- Métodos de supervivencia (1999, Fundación Municipal de Cultura de Cádiz).
- Las interioridades (2001, Castalia). Premio Tiflos 2001.
- Los arácnidos (2003, Algaida). Premio Iberoamericano de relatos Cortes de Cádiz.
- El menor espectáculo del mundo (2010, Páginas de Espuma).

### Novelas
- La hormiga que quiso ser astronauta (2001, Quorum). Novela juvenil.
- Las corrientes oceánicas (2005, Algaida). Premio Luis Berenguer.
- El mapa del tiempo (2008, Algaida). XL Premio Ateneo de Sevilla 2008.  1ª parte de la "trilogía victoriana".[2]
- El mapa del cielo (2012, Plaza & Janés).  2ª parte de la "trilogía victoriana".[3]
- El mapa del caos (2014, Plaza & Janés).  3ª parte de la "trilogía victoriana".
- El amor no es nada del otro mundo, coautor junto a María Fortea (2016, Plaza & Janés)
- El abrazo del monstruo (2018, Destino)
- Escribir es de locos (2021, Destino)
- El gran timo de las hadas (2024, Destino)

## Antologías
- 201. (Compiladores: David Roas y José Donayre Hoefken). Lima, Ediciones Altazor, 2013.
- Aquelarre. Antología del cuento de terror español actual. Cuentos de Alfredo Álamo, Matías Candeira,  Emilio Bueso, Santiago Eximeno, Cristina Fernández Cubas, David Jasso, José María Latorre, Alberto López Aroca, Lorenzo Luengo, Ángel Olgoso, Félix Palma, Pilar Pedraza, Juan José Plans, Miguel Puente, Marc R. Soto, Norberto Luis Romero, Care Santos, José Carlos Somoza, José María Tamparillas, David Torres, José Miguel Vilar-Bou y Marian Womack. Salto de Página, Madrid, 2010; edición de Antonio Rómar y Pablo Mazo Agüero). ISBN 978-84-15065-02-9
- Mañana todavía. Doce distopías para el siglo XXI. Editor: Ricard Ruiz Garzón. Autores: Juan Miguel Aguilera, Elia Barceló, Emilio Bueso, Laura Gallego, Rodolfo Martínez, José María Merino, Rosa Montero, Juan Jacinto Muñoz Rengel, Javier Negrete, Félix J. Palma, Marc Pastor y Susana Vallejo. Fantascy: 2014.
- Fue seleccionado en la primera antología de autores steampunk españoles traducidos el inglés, The Best of Spanish Steampunk, editada y traducida por James y Marian Womack.[4]
- Participó en Nocturnario (2016), un libro colectivo con collages de Ángel Olgoso en el que 101 escritores hispanoamericanos aportaron un texto para acompañar cada una de las imágenes.[5]

### Antólogo
- Steampunk: antología retrofuturista. Selección de textos y antólogo: Félix J. Palma. Relatos de Óscar Esquivias, Fernando Marías, José María Merino, Juan Jacinto Muñoz Rengel, Andrés Neuman, Fernando Royuela, Luis Manuel Ruiz, Care Santos, José Carlos Somoza, Ignacio del Valle, Pilar Vera y Marian Womack. Ed. Fábulas de Albión, 2012.[6]